# Іга Майр
Іга Майр (пол. Iga Mayr; 1921, Львів— 2001, Вроцлав) — польська актриса театру і кіно.
Ярма Майр народилася 17 квітня 1921 року в Львові. Дебютувала в театрі в 1945 році, працюючи в об'їзному театрі Польської Армії. У 1953 році склала акторський кваліфікаційний іспит. Працювала в театрі в різних польських містах (Кошалін, Гданськ, Кельце, Торунь, Бидгощ, з 1964 року Вроцлав). Померла 28 січня 2001 року у Вроцлаві, похована на вроцлавському Особовіцком кладовищі.

## Вибрана фільмографія
- 1974 — Гніздо